# STAND BY ME ドラえもん
- ドラえもん > ドラえもんの派生作品 > ドラえもん (2005年のテレビアニメ)  > ドラえもん映画作品 > STAND BY ME ドラえもん

『STAND BY ME ドラえもん』（スタンドバイミー ドラえもん）は、藤子・F・不二雄の漫画『ドラえもん』を原作とする、2014年の日本の3DCGアニメーション映画。山崎貴と八木竜一と監督、山崎が脚本を務めた。藤子・F・不二雄の生誕80周年を記念して製作された。
本作では、原作第1話「未来の国からはるばると」、しずかへのプロポーズから結婚までを描く「雪山のロマンス」「のび太の結婚前夜」、ドラえもんとの別れと再会を描く「さようならドラえもん」「帰ってきたドラえもん」、その他「たまごの中のしずちゃん」「しずちゃんさようなら」の原作7ストーリーを再構築し、ドラえもんとのび太の出会いから別れ、のび太としずかとの愛が描かれる。
興行収入は国内で83.8億円、全世界合計では日本映画歴代6番目に多い183,442,714ドルを記録した。第38回日本アカデミー賞では最優秀アニメーション作品賞を受賞した。2020年には続編の『STAND BY ME ドラえもん 2』が公開された。

## 声の出演
- ドラえもん - 水田わさび
- 野比のび太 - 大原めぐみ[注 3] / 妻夫木聡[8][注 4]（青年時代）
- 源静香（しずか） - かかずゆみ
- 剛田武（ジャイアン） - 木村昴
- 骨川スネ夫 - 関智一
- セワシ - 松本さち
- 出木杉英才 - 萩野志保子 （テレビ朝日アナウンサー）
- 野比玉子（のび太のママ） - 三石琴乃
- 野比のび助（のび太のパパ） - 松本保典
- しずかのパパ - 田原アルノ[9]
- ジャイアンの母ちゃん - 竹内都子
- ジャイ子 - 山崎バニラ
- 先生 - 高木渉
- そのほか - 北村謙次、児玉明日美、後藤光祐、佐藤美由希、寺島惇太、天神林ともみ、まつだ志緒理、三木美、Lynn、渡辺拓海

## 製作
従来のドラえもんのアニメとは異なる、懐かしくも新しいドラえもんであり、2011年に公開された『friends もののけ島のナキ』の制作陣が再集結して制作される。
脚本を担当する山崎が版権元に企画書を提示したところ、「こんなに愛のあるプロットは初めて。ぜひやって下さい」と承諾され、制作が開始した。制作期間3年のうち、キャラクター造形に1年半を費やして動きや表情を追求した。台詞収録後には声に合わせてCGアニメを製作し（プレスコ）、のび太の町の背景には実写ミニチュアを使用した。グローバル・イルミネーションなどの最新3D技術やサブサーフェイス・スキャタリング技術を用い、作中で登場する素材のリアルな質感を再現した。
原作の連載で描かれてきたエピソードを厳選して繋ぎ合わせ、ドラえもんとのび太たちの出会いから別れを描いており、子どもの頃にドラえもんに親しみ、大人になるにつれて自然に卒業していったすべての「子ども経験者」たちに見てほしいという願いを込めて製作したという。作中の台詞は原作の良さを引き出すため、映画オリジナルのシーンや設定を除き、おおむね原作に沿っている。山崎と八木の両監督は、ドラえもんを立体化するのはこの映画が初めてであるため、冒険ではなくドラえもんがいる日常を舞台にし、名作と言われる話を選んだ。時代設定を1970年代半ばとし、自分たちが子どもの頃に見た風景を描いたという。
なお、未来の練馬区を行くシーンでは、トヨタ自動車・パナソニック・江崎グリコ・森ビルのロゴが登場するが、いずれもプロモーションに協力した企業である。

## スタッフ
- 原作 - 藤子・F・不二雄
- 監督 - 八木竜一、山崎貴
- 脚本 - 山崎貴
- 音楽 - 佐藤直紀
- 絵コンテ - 八木竜一
- アートディレクター - 花房真
- CGスーパーバイザー - 鈴木健之
- 3Dキャラクター監修 - むぎわらしんたろう、小林順子、木村太郎
- 編集 - 宮島竜治（J.S.E.）、菊池智美
- 音響監督/サウンドデザイナー - 百瀬慶一
- 宣伝クリエイティブディレクター - 佐々木宏
- 宣伝アートディレクター - 佐野研二郎
- 協力 - 川崎市 藤子・F・不二雄ミュージアム、DataDirect NETWORKS、DELL、PICTURE ELEMENT、IMAGICA
- サウンド・音楽協力 - テレビ朝日ミュージック、小学館ミュージック&デジタルエンタテイメント、FACE MUSIC、SPOT、東宝スタジオ
- 製作 - 伊藤善章、梅澤道彦、都築伸一郎、大芝賢二、平城隆司、紀伊高明、市川南、中村理一郎、加太孝明、島村達雄、山本晋也、浅井賢二、阿部秀司、篠栗哲朗、樋泉実、大辻茂
- エグゼクティブプロデューサー - 伊藤善章、梅澤道彦、阿部秀司
- プロデューサー - 大倉俊輔、守屋圭一郎、渋谷紀世子、岡田麻衣子
- アソシエイトプロデューサー - 篠田芳彦、天野賢、高橋麗奈、黒川和彦、沢辺伸政、和田修治、高木智悌、杉山登、川北桃子、中沢利洋
- 製作 - 2014「STAND BY ME ドラえもん」製作委員会（藤子プロ、シンエイ動画、小学館、ADK、テレビ朝日、ShoPro、東宝、電通、白組、ROBOT、朝日放送、メ〜テレ、阿部秀司事務所、九州朝日放送、北海道テレビ、広島ホームテレビ）
- 企画・製作幹事 - テレビ朝日
- 制作プロダクション - 白組、ROBOT、シンエイ動画
- 制作協力 - 藤子プロ、阿部秀司事務所
- 配給 - 東宝

## 音楽
劇中歌
| 全作曲: 佐藤直紀。 |                                          |       |            |      |
| #                  | タイトル                                 | 作詞  | 作曲・編曲 | 時間 |
| 1.                 | 「のび太の一日」                         |       | 佐藤直紀   | 2:13 |
| 2.                 | 「STAND BY ME ドラえもん Opening Title」 |       | 佐藤直紀   | 1:09 |
| 3.                 | 「ぼく、ドラえもん」                     |       | 佐藤直紀   | 0:54 |
| 4.                 | 「タケコプター」                         |       | 佐藤直紀   | 2:48 |
| 5.                 | 「四次元ポケット」                       |       | 佐藤直紀   | 3:25 |
| 6.                 | 「刷りこみたまご」                       |       | 佐藤直紀   | 1:14 |
| 7.                 | 「スネ夫Love」                           |       | 佐藤直紀   | 0:48 |
| 8.                 | 「作戦失敗」                             |       | 佐藤直紀   | 1:13 |
| 9.                 | 「失恋?」                                |       | 佐藤直紀   | 2:02 |
| 10.                | 「勉強」                                 |       | 佐藤直紀   | 1:01 |
| 11.                | 「テストの結果」                         |       | 佐藤直紀   | 2:00 |
| 12.                | 「さようなら、しずかちゃん」             |       | 佐藤直紀   | 3:53 |
| 13.                | 「ムシスカン」                           |       | 佐藤直紀   | 2:02 |
| 14.                | 「ぼくの未来」                           |       | 佐藤直紀   | 2:59 |
| 15.                | 「のび太青年」                           |       | 佐藤直紀   | 2:11 |
| 16.                | 「届け、この記憶!」                      |       | 佐藤直紀   | 1:55 |
| 17.                | 「ともだち」                             |       | 佐藤直紀   | 2:55 |
| 18.                | 「未来飛行」                             |       | 佐藤直紀   | 1:37 |
| 19.                | 「結婚前夜」                             |       | 佐藤直紀   | 2:59 |
| 20.                | 「ドラえもんの涙」                       |       | 佐藤直紀   | 1:31 |
| 21.                | 「約束」                                 |       | 佐藤直紀   | 4:10 |
| 22.                | 「再会 ～ウソ800の奇跡～」               |       | 佐藤直紀   | 1:57 |
| 合計時間:          | 合計時間:                                | 46:56 |            |      |

主題歌
「ひまわりの約束」
作詞・作曲 - 秦基博 / 編曲 - 秦基博・皆川真人 / 歌 - 秦基博（アリオラジャパン/AUGUSTA RECORDS）
「中国語 - 向日葵的約定（日本語：ひまわりの約束）」（中国本土での使用）
作曲 - 秦基博 / 中国語の作詞 - 王雅君（簡体字：王雅君） / 編曲 - 鍾宗豪（簡体字：钟宗豪） / 歌 - 金貴晟（簡体字：金贵晟)/（Sony Music Entertainment）
「広東語 - 奉献（日本語：奉る）」（永眠したドラえもん役の香港声優林保全を記念するため、香港での非公式使用）
作曲 - 秦基博 / 歌 - 林欣彤、小塵埃、林奕匡、胡鴻鈞
「英語 - STAND BY ME」（スペインでの使用）
作詞・作曲 - Fiver / 歌 - Fiver

## 公開
全国319スクリーンで公開され、2014年8月9日、10日の2日間で興収7億6724万8000円、動員55万4911人になり映画観客動員ランキング（興行通信社調べ）で初登場第1位となった。公開3日間（8 - 10日）の動員は72万6739人、興収9億8825万7700円を記録した。
日本だけでなく、アジア、ヨーロッパ、中東、アフリカの海外計59の国と地域（中国、韓国、台湾、香港、マカオ、シンガポール、マレーシア、ブルネイ、ベトナム、タイ、ラオス、カンボジア、ミャンマー、フィリピン、インドネシア、インド、ネパール、パキスタン、バングラデシュ、スリランカ、モルディブ、ブータン、アルジェリア、アフガニスタン、バーレーン、チャド、コモロ、ジブチ、エジプト、エリトリア、イラク、ヨルダン、クウェート、レバノン、リビア、モーリタニア、モロッコ、オマーン、パレスチナ、カタール、サウジアラビア、ソマリア、スーダン、南スーダン、シリア、チュニジア、アラブ首長国連邦、西サハラ、イエメン、イラン、エチオピア、イタリア、サンマリノ、バチカン、マルタ、モナコ、スイス、スペイン、フランス）でも公開された。

## 評価
ぴあの調査による初日満足度ランキングでも幅広い年齢層で支持を集め、92.6点をつけて第1位となっている。NEWSポストセブンの調査によると、感動した場面として、「のび太が1人でジャイアンに立ち向かうところ」「結婚前夜のしずかちゃんとお父さんのエピソード」が多く挙げられたという。
RHYMESTERの宇多丸は自身の番組『ライムスター宇多丸のウィークエンド・シャッフル』の映画批評コーナーにおいて「ドラ泣きっていう売りは心底下品だと思います」と苦言を呈した。自らが原作の現役世代であることを踏まえて、『ドラえもん』における「感動」とは、「ドラえもんとの別れ＝物語の終焉」がいずれ不可逆的に果たされる「のび太の成長」に伴って訪れるということを明確にしているが故にもたらされるものであると定義付けた上で、安易に「帰ってきたドラえもん」を1本の物話のクライマックスに据えることは単に「永遠の子供時代の肯定」に甘んじるものであり、結果として『ドラえもん』本来の感動とはかけ離れてしまっていると指摘している。
さらに「ジャイ子との結婚回避→しずかとの結婚が目標」という連載開始当初の設定を軸に物語を再構成していることについては、当初の目的を超えた「本当に大切なものへの気付き」「のび太自身の努力・成長（未来の不確定性）」を主題としている近年の『ドラえもん』の本質を理解していないと述べ、このことによって原作が元々孕んでいたしずかの聖女化やジャイ子の扱いなどの問題点・不快感を改めて浮き彫りにしてしまっていると同時に、各エピソードが悉く平坦になっているとも指摘している。
ただし、これはあくまで「何をいい話とするか」について自身と山崎の間に価値観の根本的な相違があるが故の違和感であり、賛否両論があってそれぞれ意見をぶつけ合うのが楽しい作品でもあるため、その点で費用対効果は高かったとも評した。

### 興行収入
累計興収は公開40日目に70億円を、公開76日目には80億円を突破し、2014年公開作としては邦画第1位となった。興行成績は公開から5週連続で第1位となった。最終興行収入は約83.8億円で、2014年邦画興業収入では『永遠の0』に次ぐ第2位となった。観客動員数は625万人に達し、興行収入、観客動員数共に『ドラえもん』の映画作品としては歴代最高となった。
2015年2月15日から香港で公開され、7日間で4億7,000万円を突破し、全世界興行収入が2月27日に100億円を突破した。
2015年5月28日から中華人民共和国で公開され、5月31日には1日で約8800万人民元を売り上げ、中国で公開されたアニメ映画の1日の興行収入で最高記録を更新し、4日間で2億3,700万人民元を突破した。最終興行収入は美団調べで5.28億人民元（約104.8億円）。中国・香港合計の興行収入は9297万ドル（約114億円）。

### 受賞
- 第27回日刊スポーツ映画大賞・石原裕次郎賞
  - 監督賞 - 山崎貴（『永遠の0』と合わせて受賞[36]）
- 文化庁メディア芸術祭アニメーション部門
  - 第18回 審査委員会推薦作品[37]
- ルミエール・ジャパン・アワード グランプリ（2014年）[38]
- 3D Film Award[39]
- 第38回日本アカデミー賞 最優秀アニメーション作品賞[40]
- 東京アニメアワード2015
  - アニメ・オブ・ザ・イヤー 劇場映画部門 優秀賞[41]
- 第20回AMD アワード[42][43]
- 第24回日本映画批評家大賞
  - アニメーション功労賞 - 梅澤道彦、阿部秀司[44]
- 第34回藤本賞 - 伊藤善章、梅澤道彦、阿部秀司[45]
- VFX-JAPANアワード 2015
  - 劇場公開アニメーション映画部門最優秀賞[46]

## 関連商品
新訳『ドラえもん』
藤子・F・不二雄(著)、佐々木宏(編)、藤子プロ (監修) ISBN 978-4-09-388384-9
映画脚本のもととなった作品7話を完全収録している単行本。佐々木宏が各話の間に解説を書いている。
映画「STAND BY ME ドラえもん」VISUAL STORY 未来の国からはるばると
藤子・F・不二雄(著) ISBN 978-4-09-388381-8
映画映像を利用して漫画仕立てにしたフィルムブック
BD / DVD
2015年2月18日発売 PCXE-50408（BD豪華版）※本編は2D版のみ収録、PCXE-50409（BD通常版）※2D版のみ収録、PCBE-54251（DVD期間限定プライス版）